# Nancy-sur-Cluses
Nancy-sur-Cluses és un municipi del departament de l'Alta Savoia i la regió d'Alvèrnia-Roine-Alps.